# Conflit de 2024 en Équateur
Crise sécuritaire en Équateur
Le conflit de 2024 en Équateur est un conflit armé en cours depuis le 9 janvier 2024 en Équateur, opposant le gouvernement du pays à plusieurs groupes criminels organisés liés au trafic de drogue, notamment l'organisation Los Choneros.

## Contexte

### Crise sécuritaire
L’Équateur fait face depuis plusieurs années à une très forte progression des crimes avec violence liés aux cartels de la drogue. Ces derniers sont alors en pleine expansion depuis le vide laissé par le retrait des FARC en Colombie voisine à la suite de l'application du processus de paix avec le gouvernement colombien.
Le taux d’homicides en Équateur est passé de 5 à 46 pour 100 000 habitants entre 2017 et 2023. D'après l’analyste politique Fernando Carrión, de la Faculté latino-américaine de sciences sociales, le tournant s'est produit avec l’arrivée au pouvoir en 2017 de Lenín Moreno. Le nouveau président a engagé une politique d'austérité et l’appareil de sécurité a été affaibli avec la fusion de plusieurs ministères en un seul, au budget réduit. Les dépenses liées à la sécurité pénitentiaire ont par ailleurs été divisées par trois entre 2017 et 2021, pour une population carcérale en hausse.
En outre, la détérioration des indicateurs sociaux a permis aux gangs de recruter plus facilement. Alors que le taux de pauvreté avait baissé de 35 % à 21 % entre 2007 et 2017, les effets combinés d’une réduction des dépenses publiques sous les présidences de Lenín Moreno (2017-2021) et Guillermo Lasso (2021-2023) et de la pandémie de Covid-19 ont fait remonter ce taux à 27 % en 2023. Enfin, le chômage et le manque de bourses d'études font qu’un tiers des jeunes de 15 à 25 ans, majoritairement issus de milieux défavorisés, n’étudient pas et ne travaillent pas non plus, les rendant vulnérables au recrutement par les groupes criminels.
L’Index 2023 du crime organisé global situe l’Équateur comme le 11e pays le plus dangereux au monde.

### Corruption des institutions
En décembre 2023, une opération anti-corruption conduit à l'arrestation de dizaines de magistrats et de policiers, parmi lesquels le président du Conseil de la Judicature, pour leurs liens avec le crime organisé. La présidente du parquet admet l’existence d’une structure criminelle infiltrée durablement dans tous les niveaux de l’État et directement liée au narcotrafic.
Les prisons équatoriennes sont tombées sous l'influence des gangs du fait de la corruption de l'institution pénitentiaire. Les chefs de gangs incarcérés continuent d'y diriger leurs organisations et de commanditer des assassinats.

### Évasion de «Fito» et premières mesures
Le 7 janvier, le dirigeant de Los Choneros, José Adolfo Macías Villamar, s'évade de prison dans la ville de Guayaquil, le jour de son transfert prévu vers une prison de haute sécurité. Les événements sont rapportés le lendemain par les autorités, et des accusations déposées contre deux gardiens de prison. Le chef de gang bénéficiait en prison d'un « traitement différencié et préférentiel de la part des autorités », pointait un rapport de la Commission interaméricaine des droits de l'homme (CIDH) en 2022.
Après l'évasion, le président de l'Équateur Daniel Noboa déclare l'état d'urgence, donnant aux autorités le pouvoir de suspendre les droits des personnes et autorisant la mobilisation de l'armée à l'intérieur des prisons. Des émeutes éclatent dans plusieurs prisons d'Équateur. Le recours à l'armée est largement approuvé par la population alors que les organisations criminelles comptent 50 000 membres, contre 38 000 soldats et 60 000 policiers, et que la police est réputée corrompue. Les écoles sont fermées et un couvre-feu est instauré  à 23 heures.
Les États-Unis, qui disposaient d'une base militaire en Équateur jusqu'à sa fermeture en 2009, font savoir au gouvernement équatorien qu'ils étaient prêts à lui « fournir une assistance », prévoyant l'envoi à Quito de plusieurs hauts responsables, parmi lesquels la cheffe du commandement sud, indiquant une intensification de la coopération en matière sécuritaire entre les deux pays. Le président équatorien Daniel Noboa annonce son intention de conclure un accord - estimé à 200 millions de dollars - visant à remplacer des équipements militaires d'origine russe et ukrainienne par du matériel américain. L’Équateur pourrait ainsi participer à la stratégie de « guerre contre la drogue » appuyée par Washington, qui a toutefois été un échec dans d'autres pays comme le Mexique ou la Colombie.

## Chronologie

### 7 janvier
Le narcotrafiquant équatorien Fito s'évade de la prison de Guayaquil.

### 8 janvier
Le président équatorien Daniel Noboa déclare l'état d'urgence pour 60 jours et l'état de conflit armé interne.
Dans la nuit du 8 janvier, quatre policiers sont pris en otage à Quito et Quevedo.

### 9 janvier
Le chef de gang des Los Lobos, Fabricio Colón Pico, s’est évadé de la prison de Chimborazo.
Des menaces de « guerre » sont émises par des groupes armés en Équateur, le président équatorien déclarant que le pays est dans un état de conflit armé interne.
Le même jour, des hommes armés de Los Choneros entrent de force dans un studio de TC Televisión à Guayaquil, où ils prennent en otage des journalistes lors d'un journal télévisé en direct. Plus tard dans la journée, la police équatorienne fait une descente dans le studio de télévision, relâche les journalistes et arrête les membres du gang, alors qu'une vidéo d'eux escortés à l'extérieur par la police fait surface.
Lors d'un autre événement, des policiers sont également pris en otage et forcés de lire un message décrivant les événements comme une réponse à l'état d'urgence déclaré par Noboa.
Le service pénitencier péruvien annonce que 139 agents sont retenus par des prisonniers dans cinq prisons à la suite des mutineries démarrées le 8 janvier.
Une tentative de prise d'otages a également lieu sur le campus de l'université de Guayaquil, dans lequel les étudiants se barricadent pour tenter de se protéger.
Le Pérou annonce mardi soir avoir déclenché l'état d'urgence dans l'ensemble des régions frontalières de l’Équateur.
Les analystes du renseignement pensent que ces attaques sont liées à l'opération Metastasis, une enquête sur les liens entre des personnalités politiques, des responsables de la sécurité et des bandes criminelles, qui a conduit à une vague d'arrestations en décembre 2023.

### 11 janvier
Deux personnes ont été tuées et neuf autres blessées lors d'un incendie criminel dans une discothèque à Puerto Francisco de Orellana, ce qui a également détruit 11 magasins.

### 17 janvier
Le procureur César Suarez qui enquêtait sur la prise d’otages dans le studio de TC Televisión et sur d’importantes affaires de corruption a été assassiné.

### 18 janvier
Les forces de sécurité ont pris d'assaut la prison centrale de Guayaquil dans le cadre d'une opération d'envergure.

### 21 janvier
La police a déjoué une tentative de gangs de s'emparer d'un hôpital à Yaguachi, dans la province de Guayas, ce qui a donné lieu à 68 arrestations.

### 29 janvier
Le président de l’Équateur, Daniel Noboa, a ordonné l’extradition de tous les prisonniers étrangers incarcérés dans le pays.

### Février
Le 7 février, la conseillère Diana Carnero du Mouvement de la révolution citoyenne a été assassinée par balles à Naranjal (en).
Le 23 février, trois prisonniers se sont évadés d'une prison de Latacunga, récemment capturée par les forces de sécurité qui appartenait à Los Lobos.

### Mars
Le 4 mars, douze magistrats et hommes politiques sont arrêtés pour leurs liens supposés avec le narcotrafic. Deux armes à feu, des montres de luxe, des bijoux et des milliers de dollars en espèces ont été découverts au domicile de l'ancien député Pablo Muentes, membre du Parti social-chrétien (PSC), qui figure parmi les personnes arrêtées.
Le 16 mars, El País rapporte que le gouvernement est en train de créer des profils génétiques des détenus pour faciliter l'identification des décès en cas d'émeutes dans les prisons et en cas d'usurpation d'identité.
Le 24 mars, la maire de la ville de San Vicente, Brigitte Garcia, membre du Mouvement de la révolution citoyenne, et un conseiller municipal sont assassinés. Âgée de 27 ans, infirmière de profession, elle était la plus jeune maire d’Équateur.
Le 31 mars, cinq touristes équatoriens sont enlevés et tués sur la plage d’Ayampe. Le même jour, huit personnes sont tuées et au moins dix autres sont blessées par des bandes armées à Guayaquil.

### Avril
Le 17 avril, José Sanchez, maire de Camilo Ponce Enríquez, dans la province d'Azuay, a été abattu, suivi le 19 avril par Jorge Maldonado, maire de Portovelo, dans la province d'El Oro.
Le 22 avril, un corps démembré dans un sac a été retrouvé près de la résidence de Diana Salazar à Quito. Il a été rapporté plus tard que la victime avait été identifiée comme étant une Vénézuélienne de 19 ans et que le meurtre aurait pu être un « message " dirigé vers Salazar.

### Mai
Le 11 mai, huit personnes ont été tuées lors d'une attaque à l'arme à feu contre un bar accueillant une fête d'anniversaire à Chanduy, dans la province de Santa Elena.

### Juin
Le 2 juin, Cristhian Nieto, député suppléant de Mónica Salazar, ainsi que son épouse Nicole Burgos et un passant ont été tués dans un cirque à Manta dans la province de Manabí,.

### Septembre
Le 3 septembre, le directeur de la prison de Lago Agrio, Alex Guevara, a été tué par balle lors d'un assassinat ciblé. Le 12 septembre, María Daniela Icaza, directrice du pénitencier du Litoral, a été tuée dans une fusillade ciblée.

### Octobre
Le 23 octobre, la police équatorienne a annoncé que deux hommes impliqués dans l'attaque télévisée à Guayaquil le 9 janvier avaient été arrêtés en Espagne. Cela comprenait William Alcívar Bautista, le chef des Tiguerones.

## Conséquences
Un référendum constitutionnel sur les mesures de sécurité proposées a eu lieu le 21 avril 2024.

## Réactions

### Critiques
Certains analystes ont critiqué le manque de vision à long terme du gouvernement et sa réponse uniquement sécuritaire au problème de la criminalité, sans annonces sur d’éventuelles réformes de la police et de la justice, réputées très corrompues, ou de politique sociale pour lutter contre les causes profondes de la violence. « La rapide militarisation du conflit par les autorités n’est pas assortie d’une stratégie de sortie de crise », souligne ainsi le média InSight Crime.
En outre, l'ONG Human Rights Watch a exprimé son « immense préoccupation » concernant les risques « d'atteintes aux droits humains des citoyens ». Les mesures prises par le gouvernement permettent d'assouplir les conditions d'arrestations et d'usage de la force létale par les forces de police et l'armée. De nombreuses personnes innocentes pourraient avoir été arrêtées ou passées à tabac lors des opérations dans des quartiers populaires de Guayaquil.

### Nationales
- La Confédération des nationalités indigènes de l'Équateur et la Conférence épiscopale équatorienne ont appelé à l'unité nationale pour surmonter la « situation de violence sans précédent causée par le crime organisé ». Ils ont souligné que le gouvernement national doit agir dans le cadre du cadre juridique actuel. En outre, ils ont souligné que l'État ne devrait pas utiliser cette crise « comme excuse pour approuver des lois ou des politiques impopulaires qui affectent négativement la majorité de la population »[40],[41].
- L'ancien président équatorien Rafael Correa a exprimé son soutien à la décision de Noboa de déclarer un « conflit armé interne » dans le pays. Il a approuvé l'ordre de Noboa demandant aux forces armées équatoriennes d'agir et a appelé à l'unité nationale[42].

### Internationales
- Argentine : Le gouvernement argentin exprime son soutien aux autorités et au peuple équatoriens dans leur « lutte contre le crime organisé, qui cherche à saper l'état de droit »[43]. Le pays annonce également être prêt à envoyer des forces de sécurité pour aider le gouvernement équatorien[44].
- Brésil : Le gouvernement brésilien exprime son inquiétude face aux incidents violents en Équateur. Il a également exprimé sa « solidarité avec le gouvernement équatorien et le peuple équatorien victime de ces attaques »[45].
- Chili : Le ministère chilien des Affaires étrangères publie une déclaration exprimant sa préoccupation, étendant son soutien aux « institutions équatoriennes et transmettant un message de solidarité et de soutien à leurs autorités et à leur peuple »[46].
- Chine : Le pays annonce la fermeture temporaire et pour une durée indéterminée de son ambassade et de ses consulats en Équateur le 10 janvier[47].
- Colombie : Le ministère colombien des Affaires étrangères exprime son soutien aux institutions démocratiques et à l'état de droit dans le pays voisin à travers un communiqué de presse. Il exprime également sa solidarité avec les personnes touchées et souhaite le rétablissement de l'ordre public[48].
- Espagne : Le président du gouvernement espagnol, Pedro Sánchez, a indiqué condamner les « actes de violence perpétrés par des groupes criminels dans tout le pays, ainsi que sa solidarité avec les victimes et leurs familles ». Par ailleurs, il s'est entretenu par téléphone le 11 janvier avec le président équatorien[49].
- États-Unis : L'ambassadeur Brian A. Nichols déclare : « Nous sommes extrêmement préoccupés par la violence et les enlèvements aujourd'hui en Équateur. Nous sommes prêts à fournir une assistance au gouvernement équatorien et resterons en contact étroit avec le président concernant notre soutien »[50].
- France : Le ministère de l'Europe et des Affaires étrangères indique que « la France exprime sa solidarité au peuple équatorien et son plein soutien à l’État de droit équatorien »[51].
- Mexique : L'ambassadrice du Mexique en Équateur, Raquel Serur, appelle au calme et exhorte tout le monde à suivre les instructions des autorités locales, à essayer de rester chez soi et à éviter d'assister à des événements à grande échelle[52].
- Paraguay : Le Paraguay exprime sa solidarité avec le peuple et le gouvernement de l'Équateur dans un contexte de « situation de sécurité intérieure délicate »[53].
- Pérou : Le ministre de l'Intérieur Víctor Torres Falcón annonce le déploiement immédiat de la police nationale pour renforcer la frontière avec l'Équateur[54].
- Uruguay : Le ministère des affaires étrangères uruguayen exprime « sa solidarité avec les autorités équatoriennes face à la situation d’insécurité intérieure résultant d’actes de violence provoqués par des groupes criminels organisés dans plusieurs villes du pays, au mépris de l’ordre public et de l’état de droit de la République de l’Équateur »[55].

### Organisations supranationales
- Le MERCOSUR indique que tous ses membres « condamnent fermement les actes de violence perpétrés par des groupes liés à la criminalité transnationale organisée qui portent atteinte à la sécurité intérieure de la République de l’Équateur » et « expriment leur solidarité avec le peuple et le Gouvernement de l’Équateur et leur soutien sans réserve aux institutions démocratiques de ce pays, dans le cadre du respect des droits de l’homme »[56].